# خفاش حدوة الحصان بيرسون
خفاش حدوة الحصان بيرسون (الاسم العلمي: Rhinolophus pearsonii) هو نوع من أنواع الخفافيش التي تنتمي لعائلة خفاش حدوة الحصان.
يتواجد هذا النوع من الخفافيش في بنغلاديش وبوتان والصين والهند ولاوس وماليزيا وميانمار ونيبال وتايلاند وفيتنام.